# Eurhinocricus cooki
Eurhinocricus cooki är en mångfotingart som beskrevs av Loomis 1961. Eurhinocricus cooki ingår i släktet Eurhinocricus och familjen Rhinocricidae. Inga underarter finns listade i Catalogue of Life.